# 榆州 (唐朝)
榆州，中国唐朝时设置的州。
武德三年（620年）置，治所在榆社县（今属山西省晋中市）。辖境相当今山西省榆社县及和顺县西部等地。六年置榆社县，省入辽州。